# Pampusana
Pampusana – rodzaj ptaków z podrodziny treronów (Raphinae) w obrębie rodziny gołębiowatych (Columbidae).

## Zasięg występowania
Rodzaj obejmuje gatunki występujące na Małych Wyspach Sundajskich, Nowej Gwinei, Archipelagu Bismarcka, Wyspach Salomona, Karolinach, Marianach, Tuamotu, Markizach, Palau, Santa Cruz, Vanuatu i Polinezji.

## Morfologia
Długość ciała 18–28 cm; masa ciała 58–171 g.

## Systematyka
Rodzaj zdefiniował w 1855 roku francuski zoolog Karol Lucjan Bonaparte w artykule poświęconym gołębiom, opublikowanym w czasopiśmie Comptes rendus hebdomadaires des séances de l’Académie des Sciences . Gatunkiem typowym jest (oryginalne oznaczenie) atolowczyk mariański (P. xanthonura).

### Etymologia
- Pampusana: epitet gatunkowy Columba pampusan[a] Quoy & Gaimard, 1824; być może eponim Marie Delphine Pampusy, żony francuskiego kupca Jeana Adolphe’a Pampusy[7].
- Alopecoenas: gr. αλωπηξ alōpēx, αλωπεκος alōpekos ‘lis’ (tj. koloru lisa); οινας oinas, οιναδος oinados ‘gołąb’[8]. Gatunek typowy (oznaczenie monotypowe): Leptoptila hoedtii Schlegel, 1871.
- Terricolumba: łac. terra ‘ziemia, grunt’; columba ‘gołąb’[9]. Gatunek typowy (oryginalne oznaczenie): Columba erythroptera J.F. Gmelin, 1789.
- Misophaps: gr. μισος misos ‘nienawiść’ (tj. nieśmiały, wstydliwy); φαψ phaps, φαβος phabos ‘gołąb’[10]. Gatunek typowy (oryginalne oznaczenie): Chalcophaps margarithae Salvadori & Albertis, 1875 (= Phlegoenas jobiensis A.B. Meyer, 1875).

### Podział systematyczny
Taksony wyodrębnione z Gallicolumba. Do rodzaju należą następujące gatunki:
- Pampusana hoedtii (Schlegel, 1871) – atolowczyk jasnogłowy
- Pampusana jobiensis (A.B. Meyer, 1875) – atolowczyk białobrewy
- Pampusana kubaryi (Finsch, 1880) – atolowczyk karoliński
- Pampusana xanthonura (Temminck, 1823) – atolowczyk mariański
- Pampusana erythroptera (J.F. Gmelin, 1789) – atolowczyk polinezyjski
- Pampusana rubescens (Vieillot, 1818) – atolowczyk ciemny
- Pampusana beccarii (Salvadori, 1876) – atolowczyk papuaski
- Pampusana canifrons (Hartlaub & Finsch, 1872) – atolowczyk rdzawokarkowy
- Pampusana sanctaecrucis (Mayr, 1935) – atolowczyk siwogłowy
- Pampusana stairi (G.R. Gray, 1856) – atolowczyk rdzawogłowy
- Pampusana ferruginea (Wagler, 1829) – atolowczyk rdzawopierśny – takson wymarły[13]
- Pampusana salamonis (E.P. Ramsay, 1882) – atolowczyk grubodzioby – takson wymarły około 1927 roku[14]
- Pampusana norfolkensis (Forshaw, 2015) – atolowczyk białogłowy – takson wymarły, znany ze szczątków subfosylnych[15]